# 王舜夫
王舜夫（1452年—？年），字從仁，四川成都府新都縣人，民籍，明朝政治人物。

## 生平
成化元年（1465年）乙酉科四川鄉試第六十六名舉人。弘治六年（1493年）中式癸丑科會試第二百八十一名，二甲第七十八名進士。

## 家族
曾祖王鍾；祖父王清，知縣；父王昂，母張氏。永感下。弟禹夫、汤夫。